# Élections législatives de 2012 dans la Sarthe
Les élections législatives françaises de 2012 se déroulent les 10 et 17 juin 2012. Dans le département de la Sarthe, non concerné par le redécoupage électoral, cinq députés sont à élire dans le cadre de cinq circonscriptions.

## Élus
|   | Circonscription | Député sortant            |  | Parti | Député élu ou réélu |  | Parti |
| - | --------------- | ------------------------- |  | ----- | ------------------- |  | ----- |
| = | 1re             | Fabienne Labrette-Ménager |  | UMP   | Françoise Dubois    |  | PS    |
| = | 2e              | Marietta Karamanli        |  | PS    | Marietta Karamanli  |  | PS    |
| = | 3e              | Béatrice Pavy             |  | UMP   | Guy-Michel Chauveau |  | DVG   |
| = | 4e              | Marc Joulaud              |  | UMP   | Stéphane Le Foll    |  | PS    |
| = | 5e              | Dominique Le Mèner        |  | UMP   | Dominique Le Mèner  |  | UMP   |

## Résultats

### Résultats à l'échelle du département
| Parti          | Parti                              | Premier tour | Premier tour | Second tour | Second tour | Sièges |
| Parti          | Parti                              | Voix         | %            | Voix        | %           | Sièges |
| -------------- | ---------------------------------- | ------------ | ------------ | ----------- | ----------- | ------ |
|                | Parti socialiste                   | 79 874       | 33,85        | 100 229     | 44,08       | 3      |
|                | Divers gauche dont MRC             | 14 537       | 6,16         | 25 641      | 11,28       | 1      |
|                | Europe Écologie Les Verts          | 13 398       | 5,68         |             |             | 0      |
|                | Majorité présidentielle            | 107 809      | 45,69        | 125 870     | 55,35       | 4      |
|                |                                    |              |              |             |             |        |
|                | Union pour un mouvement populaire  | 78 864       | 33,42        | 101 543     | 44,65       | 1      |
|                | Divers droite dont DLR et PCD      | 3 361        | 1,42         |             |             | 0      |
|                | Alliance centriste                 | 854          | 0,36         | 0           |             |        |
|                | Parti radical                      | 399          | 0,17         | 0           |             |        |
|                | Nouveau centre                     | 301          | 0,13         | 0           |             |        |
|                | Droite parlementaire               | 83 779       | 35,50        | 101 543     | 44,65       | 1      |
|                |                                    |              |              |             |             |        |
|                | Front national                     | 28 575       | 12,11        |             |             | 0      |
|                | Front de gauche                    | 10 782       | 4,57         | 0           |             |        |
|                | Extrême gauche dont LO, NPA et POI | 2 893        | 1,23         | 0           |             |        |
|                | Mouvement démocrate                | 1 542        | 0,65         | 0           |             |        |
|                | Extrême droite                     | 317          | 0,13         | 0           |             |        |
|                | Alliance écologiste indépendante   | 279          | 0,12         | 0           |             |        |
|                |                                    |              |              |             |             |        |
| Inscrits       | Inscrits                           | 407 146      | 100,00       | 407 112     | 100,00      | 5      |
| Abstentions    | Abstentions                        | 166 359      | 40,86        | 172 409     | 42,35       |        |
| Votants        | Votants                            | 240 787      | 59,14        | 234 703     | 57,65       |        |
| Blancs et nuls | Blancs et nuls                     | 4 811        | 2            | 7 290       | 3,11        |        |
| Exprimés       | Exprimés                           | 235 976      | 98           | 227 413     | 96,89       |        |

### Résultats par circonscription

#### Première circonscription (Le Mans - Fresnay-sur-Sarthe)
| Candidat       | Candidat                           | Parti          | Premier tour | Premier tour | Second tour | Second tour |  |
| Candidat       | Candidat                           | Parti          | Voix         | %            | Voix        | %           |  |
| -------------- | ---------------------------------- | -------------- | ------------ | ------------ | ----------- | ----------- |  |
|                | Françoise Dubois élue              | PS             | 16 477       | 39,26        | 21 284      | 51,76       |  |
|                | Fabienne Labrette-Ménager sortante | UMP            | 15 859       | 37,79        | 19 836      | 48,24       |  |
|                | Jean-François Le Gras              | RBM (FN)       | 4 450        | 10,60        |             |             |  |
|                | Thierry Samain                     | FG (PCF)       | 1 633        | 3,89         |             |             |  |
|                | Catherine Gouhier                  | EÉLV           | 1 454        | 3,46         |             |             |  |
|                | Guy Robert                         | CpF (MoDem)    | 822          | 1,96         |             |             |  |
|                | Gérard Couvert                     | DLR            | 311          | 0,74         |             |             |  |
|                | Jean-Louis Fontaine                | AÉI            | 279          | 0,66         |             |             |  |
|                | Isabelle Horen                     | MPF            | 242          | 0,58         |             |             |  |
|                | Ambre Combes                       | NPA            | 222          | 0,53         |             |             |  |
|                | Sylvie Maillet                     | LO             | 216          | 0,51         |             |             |  |
|                |                                    |                |              |              |             |             |  |
| Inscrits       | Inscrits                           | Inscrits       | 72 569       | 100,00       | 72 564      | 100,00      |  |
| Abstentions    | Abstentions                        | Abstentions    | 29 788       | 41,05        | 30 253      | 41,69       |  |
| Votants        | Votants                            | Votants        | 42 781       | 58,95        | 42 311      | 58,31       |  |
| Blancs et nuls | Blancs et nuls                     | Blancs et nuls | 816          | 1,91         | 1 191       | 2,81        |  |
| Exprimés       | Exprimés                           | Exprimés       | 41 965       | 98,09        | 41 120      | 97,19       |  |

#### Deuxième circonscription (Le Mans-Est)
| Candidat       | Candidat                           | Parti                                       | Premier tour | Premier tour | Second tour | Second tour |  |
| Candidat       | Candidat                           | Parti                                       | Voix         | %            | Voix        | %           |  |
| -------------- | ---------------------------------- | ------------------------------------------- | ------------ | ------------ | ----------- | ----------- |  |
|                | Marietta Karamanli sortante réélue | PS                                          | 22 024       | 48,15        | 27 506      | 64,53       |  |
|                | Philippe Métivier                  | UMP                                         | 10 966       | 23,97        | 15 121      | 35,47       |  |
|                | Marie d'Herbais                    | RBM (FN)                                    | 6 182        | 13,52        |             |             |  |
|                | Pascale Soulard                    | FG (PCF)                                    | 2 538        | 5,55         |             |             |  |
|                | Rémy Batiot                        | EÉLV                                        | 1 277        | 2,79         |             |             |  |
|                | François Le Forestier              | Divers droite (AC, PCD, CNIP, MPF, PLD, FE) | 805          | 1,76         |             |             |  |
|                | Didier Fouché                      | POI                                         | 506          | 1,11         |             |             |  |
|                | Martine Roulland                   | PRV                                         | 399          | 0,87         |             |             |  |
|                | André Dovillez                     | MNR                                         | 317          | 0,69         |             |             |  |
|                | Nelly Guet                         | NC                                          | 301          | 0,66         |             |             |  |
|                | Yves Cheere                        | LO                                          | 251          | 0,55         |             |             |  |
|                | Benjamin Sainty                    | NPA                                         | 174          | 0,38         |             |             |  |
|                |                                    |                                             |              |              |             |             |  |
| Inscrits       | Inscrits                           | Inscrits                                    | 83 350       | 100,00       | 83 343      | 100,00      |  |
| Abstentions    | Abstentions                        | Abstentions                                 | 36 571       | 43,88        | 39 082      | 46,89       |  |
| Votants        | Votants                            | Votants                                     | 46 779       | 56,12        | 44 261      | 53,11       |  |
| Blancs et nuls | Blancs et nuls                     | Blancs et nuls                              | 1 039        | 2,22         | 1 634       | 3,69        |  |
| Exprimés       | Exprimés                           | Exprimés                                    | 45 740       | 97,78        | 42 627      | 96,31       |  |

#### Troisième circonscription (La Flèche)
| Candidat       | Candidat                | Parti                    | Premier tour | Premier tour | Second tour | Second tour |  |
| Candidat       | Candidat                | Parti                    | Voix         | %            | Voix        | %           |  |
| -------------- | ----------------------- | ------------------------ | ------------ | ------------ | ----------- | ----------- |  |
|                | Béatrice Pavy sortante  | UMP                      | 16 807       | 33,60        | 23 256      | 47,56       |  |
|                | Guy-Michel Chauveau élu | diss. PS                 | 14 536       | 29,06        | 25 641      | 52,44       |  |
|                | Thierry Pradier         | EÉLV (PS)                | 7 717        | 15,43        |             |             |  |
|                | Jean-Claude Barlemont   | RBM (FN)                 | 6 715        | 13,42        |             |             |  |
|                | Sonia Hertz             | FG (PCF) (Divers gauche) | 2 037        | 4,07         |             |             |  |
|                | Loïc Bardin             | AC                       | 854          | 1,71         |             |             |  |
|                | Isabelle Perrot         | DLR                      | 472          | 0,94         |             |             |  |
|                | Thomas Hubert           | LO                       | 376          | 0,75         |             |             |  |
|                | Jean-André Senailles    | MPF (CNIP, PCD)          | 349          | 0,70         |             |             |  |
|                | Dinah Thommeret         | NPA                      | 162          | 0,32         |             |             |  |
|                |                         |                          |              |              |             |             |  |
| Inscrits       | Inscrits                | Inscrits                 | 84 851       | 100,00       | 84 844      | 100,00      |  |
| Abstentions    | Abstentions             | Abstentions              | 33 726       | 39,75        | 34 368      | 40,51       |  |
| Votants        | Votants                 | Votants                  | 51 125       | 60,25        | 50 476      | 59,49       |  |
| Blancs et nuls | Blancs et nuls          | Blancs et nuls           | 1 100        | 2,15         | 1 579       | 3,13        |  |
| Exprimés       | Exprimés                | Exprimés                 | 50 025       | 97,85        | 48 897      | 96,87       |  |

#### Quatrième circonscription (Sablé-sur-Sarthe)
| Candidat       | Candidat                | Parti          | Premier tour | Premier tour | Second tour | Second tour |  |
| Candidat       | Candidat                | Parti          | Voix         | %            | Voix        | %           |  |
| -------------- | ----------------------- | -------------- | ------------ | ------------ | ----------- | ----------- |  |
|                | Stéphane Le Foll élu    | PS             | 21 415       | 46,01        | 26 019      | 59,45       |  |
|                | Marc Joulaud sortant    | UMP            | 14 741       | 31,67        | 17 749      | 40,55       |  |
|                | Henri Delaune           | RBM (FN)       | 5 478        | 11,77        |             |             |  |
|                | Chantal Hersemeule      | FG (PG) (PCF)  | 2 100        | 4,51         |             |             |  |
|                | Isabelle Sévère         | EÉLV           | 1 314        | 2,82         |             |             |  |
|                | Cécile Guillocher       | CpF (MoDem)    | 720          | 1,55         |             |             |  |
|                | Michèle Rabard-Jezequel | DLR            | 330          | 0,71         |             |             |  |
|                | Thierry Nouchy          | LO             | 260          | 0,56         |             |             |  |
|                | Antoine Chauvel         | NPA            | 190          | 0,41         |             |             |  |
|                |                         |                |              |              |             |             |  |
| Inscrits       | Inscrits                | Inscrits       | 78 913       | 100,00       | 78 907      | 100,00      |  |
| Abstentions    | Abstentions             | Abstentions    | 31 421       | 39,82        | 33 726      | 42,74       |  |
| Votants        | Votants                 | Votants        | 47 492       | 60,18        | 45 181      | 57,26       |  |
| Blancs et nuls | Blancs et nuls          | Blancs et nuls | 944          | 1,99         | 1 413       | 3,13        |  |
| Exprimés       | Exprimés                | Exprimés       | 46 548       | 98,01        | 43 768      | 96,87       |  |

#### Cinquième circonscription (Le Mans-Mamers)
| Candidat       | Candidat                         | Parti          | Premier tour | Premier tour | Second tour | Second tour |  |
| Candidat       | Candidat                         | Parti          | Voix         | %            | Voix        | %           |  |
| -------------- | -------------------------------- | -------------- | ------------ | ------------ | ----------- | ----------- |  |
|                | Dominique Le Mèner sortant réélu | UMP            | 20 491       | 39,64        | 25 581      | 50,16       |  |
|                | Christophe Rouillon              | PS             | 19 959       | 38,61        | 25 420      | 49,84       |  |
|                | Marie-Claude Deotto              | RBM (FN)       | 5 750        | 11,12        |             |             |  |
|                | Luc-Marie Faburel                | FG (PG) (PCF)  | 2 474        | 4,79         |             |             |  |
|                | Elen Debost                      | EÉLV           | 1 636        | 3,16         |             |             |  |
|                | Cécile Bayle de Jessé            | DLR            | 618          | 1,20         |             |             |  |
|                | Orianne May                      | NPA            | 283          | 0,55         |             |             |  |
|                | Karine Fouquet                   | LO             | 253          | 0,49         |             |             |  |
|                | Marie-Christine Phillips         | MPF            | 234          | 0,45         |             |             |  |
|                |                                  |                |              |              |             |             |  |
| Inscrits       | Inscrits                         | Inscrits       | 87 469       | 100,00       | 87 454      | 100,00      |  |
| Abstentions    | Abstentions                      | Abstentions    | 34 852       | 39,84        | 34 980      | 40          |  |
| Votants        | Votants                          | Votants        | 52 617       | 60,16        | 52 474      | 60          |  |
| Blancs et nuls | Blancs et nuls                   | Blancs et nuls | 919          | 1,75         | 1 473       | 2,81        |  |
| Exprimés       | Exprimés                         | Exprimés       | 51 698       | 98,25        | 51 001      | 97,19       |  |

## Résultats de la présidentielle dans les circonscriptions
| Circonscriptions | François Hollande | Nicolas Sarkozy | Député(e)                 |
| ---------------- | ----------------- | --------------- | ------------------------- |
| 1re              | 50,37 %           | 49,63 %         | Fabienne Labrette-Ménager |
| 2e               | 58,44 %           | 41,56 %         | Marietta Karamanli        |
| 3e               | 51,36 %           | 48,64 %         | Béatrice Pavy             |
| 4e               | 52,63 %           | 47,37 %         | Marc Joulaud              |
| 5e               | 50,56 %           | 49,44 %         | Dominique Le Mèner        |